# هيرمان بيرندز
هيرمان يوهان هاينريش بهرندز (11 مايو 1907 - 4 ديسمبر 1948) عضوًا في الحزب النازي ومسؤولًا في القوات الخاصة برتبة ملازم أول ( جروبنفهر ). 
وُلد في روستينغن، أولدنبورغ، ابن أحد النزلين الإقليميين، وتلقى شهادة الدكتوراه في القانون من جامعة ماربورغ، لكنه كافح من أجل إيجاد عمل في فايمار ألمانيا.  انضم إلى الحزب النازي في يناير 1932 والأس أس في الشهر التالي.  مع عدم وجود خبرة عسكرية، تعثر في البداية، لكنه سرعان ما جذب انتباه راينهارد هايدريش، الذي يقدر الخبرة الأكاديمية، وتم نقله إلى الشرطة الأمنية الألمانية (SD). 
أصبح صديقًا حميمًا لهيدرش، كان بهرندز أول رئيس لجهاز الأس دي في برلين.  كما شغل منصب رئيس الأركان في ويرنر لورينز بصفته رئيسًا لفولكسدويتشه متلشتله (VOMI).  خلال الحرب العالمية الثانية تم إرساله إلى يوغوسلافيا لقيادة الذراع الإقليمية لـ VOMI.  انخفض نجمه إلى حد ما بعد وفاة هايدريش حيث كان هاينريش هيملر غير متأثر به، وشعر أنه كان طموحًا للغاية. 
تم إعدامه في بلغراد في 4 ديسمبر 1948. 

## الأوسمة والجوائز
- 1939 الصليب الحديدي من الدرجة الثانية[3]
- صليب الاستحقاق الحربي من الدرجة الثانية [3]